# Malecz
Malecz (biał. Малеч) – wieś (dawniej miasteczko) na Białorusi, w rejonie berezowskim obwodu brzeskiego.

## Historia
Miasto królewskie starostwa niegrodowego błudeńskiego położone było w końcu XVIII wieku powiecie brzeskolitewskim województwa brzeskolitewskiego. Prawa miejskie magdeburskie nadał w 1645 król Polski Władysław IV Waza.
W II Rzeczypospolitej Malecz znajdował się w województwie poleskim, w powiecie prużańskim i był siedzibą gminy Malecz. W 1921 roku liczył 430 mieszkańców.
Do głównych zabytków miasteczka należy parafialna cerkiew prawosławna św. Szymona Słupnika z XIX w. i dwór Zawadzkich.

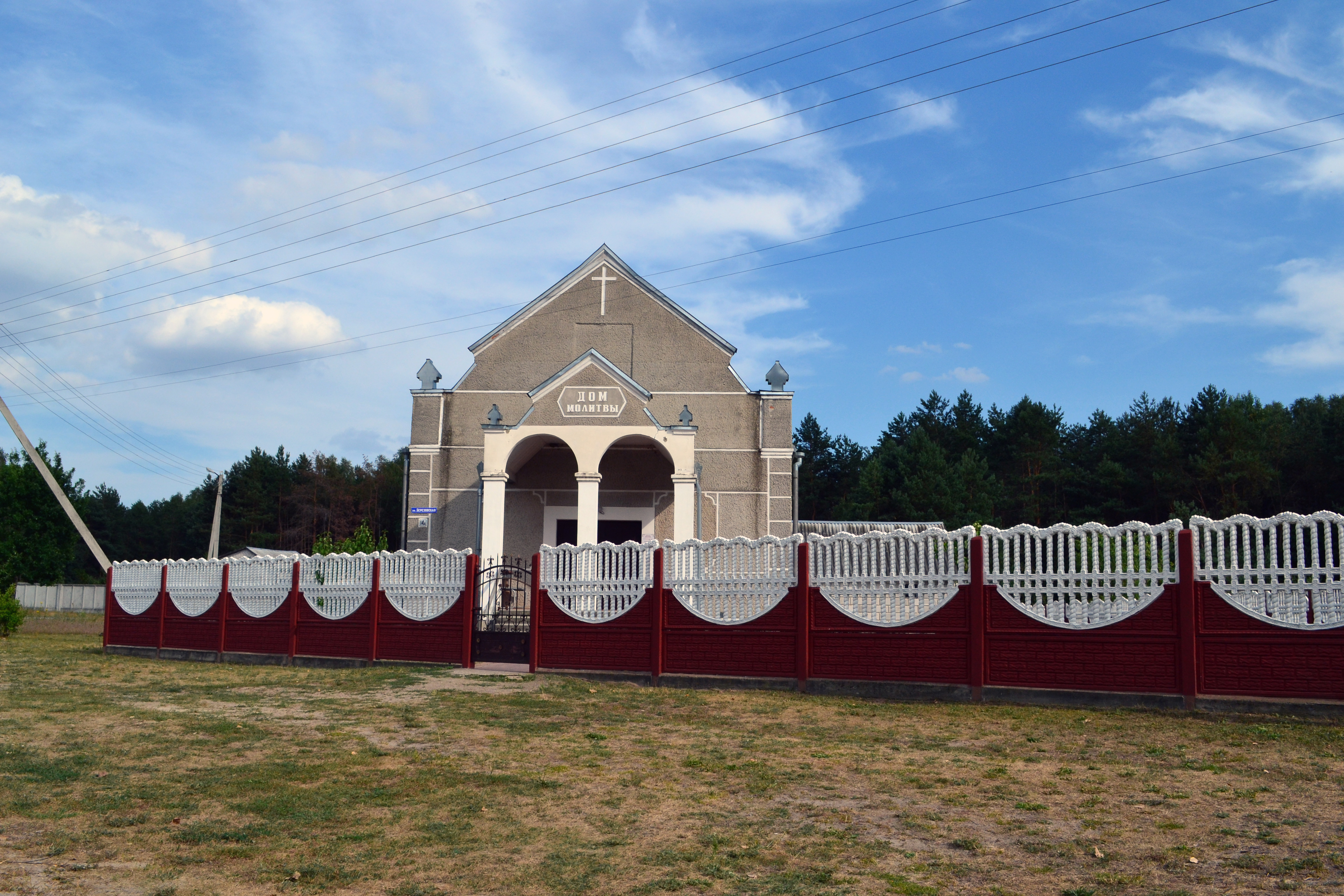
Protestancki dom modlitwy
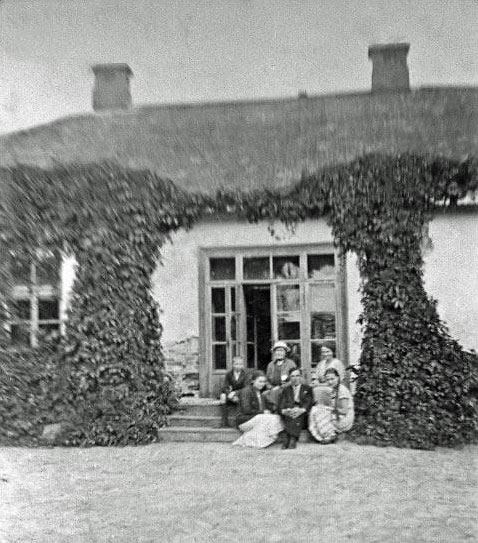
Dwór Zawadzkich za czasów II RP
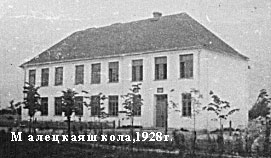
Szkoła za czasów II RP